# 青山駅 (新潟県)
青山駅（あおやまえき）は、新潟県新潟市西区浦山一丁目にある、東日本旅客鉄道（JR東日本）越後線の駅である。

## 概要
JR東日本新潟支社管内において、分割民営化後に初めて請願駅として新設された。
新潟市坂井輪地区（かつての西蒲原郡坂井輪村）は1960年代後半から急速に宅地造成が進み、人口が大幅に増加した（坂井輪地区の人口増加などに関する経緯は西区#市街地構成を参照）。
さらに1978年（昭和53年）、ジャスコ新潟店（現・イオン新潟青山店）が旧・新潟交通電車線近くの現在の駅南側に開店したことで当駅が設置された。当時としては、宅地が立ち並ぶ中で関屋駅 - 小針駅の間が長かった背景もある。既に駅を建設するにも新潟地震により比較的被害が少なかった坂井輪地区への住宅移転・建設や、越後線が通る場所が砂丘地かつ傾斜地であったことから駅舎用地を捻出する余裕がなく単線で1面ホームとなった。このため、列車交換は白山、関屋または寺尾、小針の各駅でしかできない。
開業当初はJR新潟支社の関連会社トッキー（当時）が運営する売店が営業していた。売店は駅業務のうち乗車券販売の簡易委託契約のうえ、開店時間帯には乗車券も発売していた。その後は宅地開発が進むにつれて乗降客は増加。利用状況に変化がみられ有人駅となった。

## 歴史
- 1987年（昭和62年）12月14日：着工。[要出典]
- 1988年（昭和63年）3月13日：越後線の駅として開業[1]。
- 2005年（平成17年）2月17日：自動改札機の供用を開始[3]。
- 2006年（平成18年）1月21日：ICカード「Suica」の利用が可能となる[4]。
- 2022年（令和4年）2月28日：合理化により出札窓口を閉鎖。自動券売機は継続設置。翌日からは一部日中時間帯のみ改札業務を行う。

## 駅構造
単式ホーム1面1線を有する地上駅である。ホームは線路南側に設けられているが、当駅周辺の線形が緩やかなカーブとなっている。
新潟駅が管理する業務委託駅で、JR東日本新潟シティクリエイト（JENIC）が受託している。駅舎内には自動改札機が設置されており、全通路でSuicaなどのICカードが利用できる。このほか、自動券売機、トイレ（改札内）、ベンチ（改札内）などがある。また、駐輪場は駅舎西側にある。

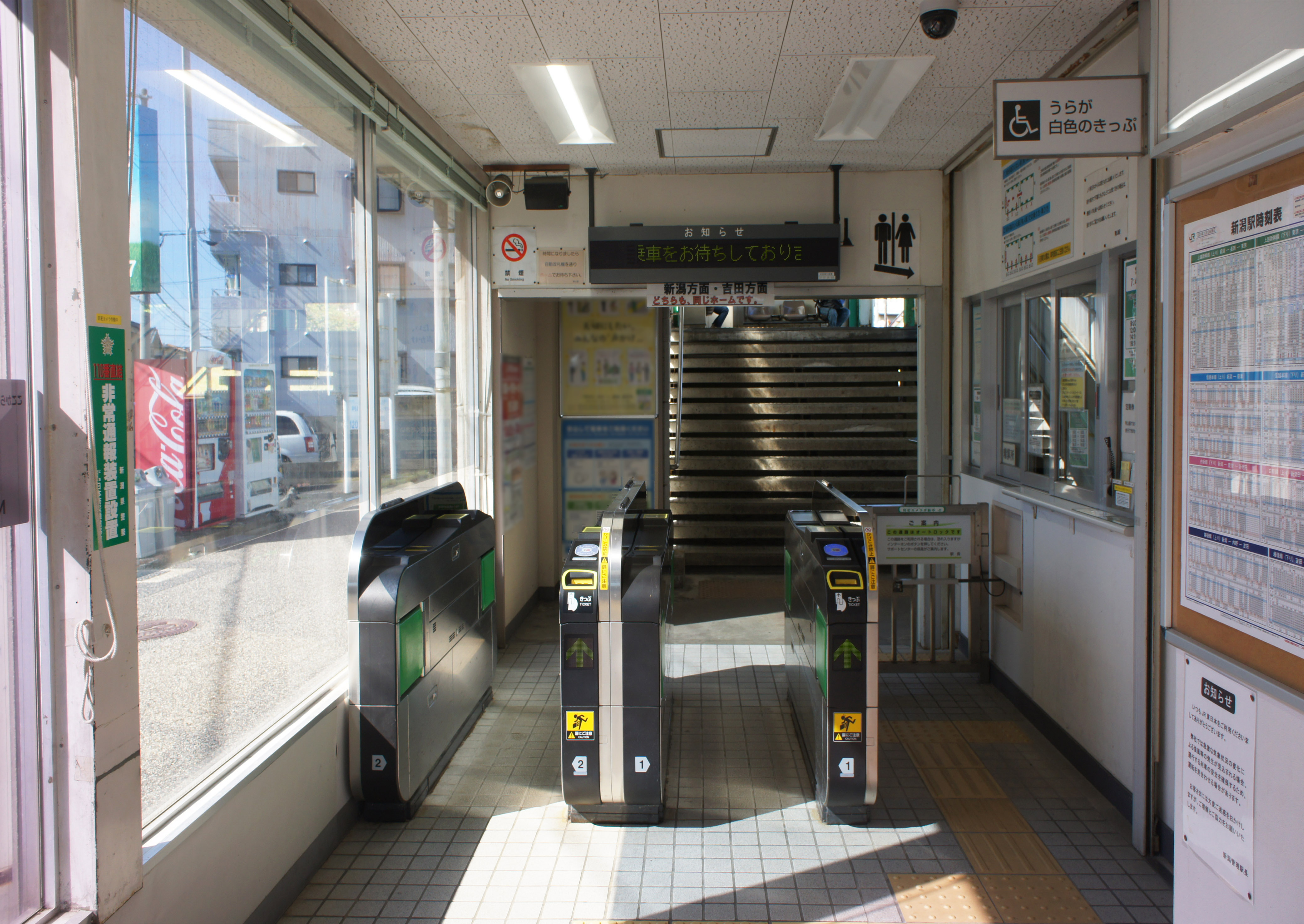
改札口（2021年9月）
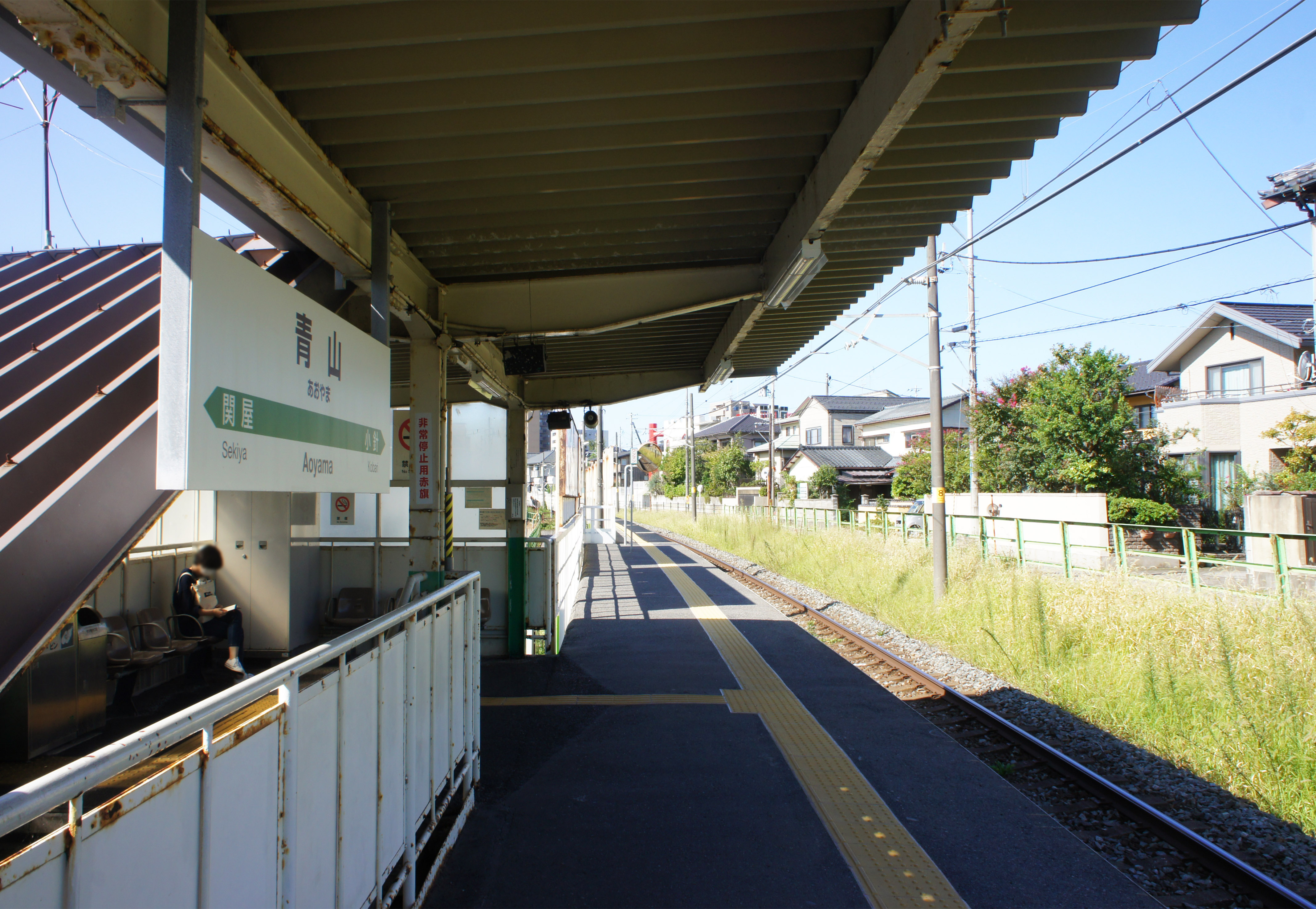
ホーム（2021年9月）

## 利用状況
JR東日本によると、2023年度（令和5年度）の1日平均乗車人員は936人である。
2000年度（平成12年度）以降の推移は以下のとおりである。
| 1日平均乗車人員推移 | 1日平均乗車人員推移 | 1日平均乗車人員推移 | 1日平均乗車人員推移 | 1日平均乗車人員推移 |
| 年度                | 定期外              | 定期                | 合計                | 出典                |
| ------------------- | ------------------- | ------------------- | ------------------- | ------------------- |
| 2000年（平成12年）  |                     |                     | 963                 | [ 利用客数 2 ]      |
| 2001年（平成13年）  |                     |                     | 935                 | [ 利用客数 3 ]      |
| 2002年（平成14年）  |                     |                     | 959                 | [ 利用客数 4 ]      |
| 2003年（平成15年）  |                     |                     | 948                 | [ 利用客数 5 ]      |
| 2004年（平成16年）  |                     |                     | 967                 | [ 利用客数 6 ]      |
| 2005年（平成17年）  |                     |                     | 1,040               | [ 利用客数 7 ]      |
| 2006年（平成18年）  |                     |                     | 1,008               | [ 利用客数 8 ]      |
| 2007年（平成19年）  |                     |                     | 998                 | [ 利用客数 9 ]      |
| 2008年（平成20年）  |                     |                     | 997                 | [ 利用客数 10 ]     |
| 2009年（平成21年）  |                     |                     | 976                 | [ 利用客数 11 ]     |
| 2010年（平成22年）  |                     |                     | 1,007               | [ 利用客数 12 ]     |
| 2011年（平成23年）  |                     |                     | 1,007               | [ 利用客数 13 ]     |
| 2012年（平成24年）  | 373                 | 585                 | 958                 | [ 利用客数 14 ]     |
| 2013年（平成25年）  | 482                 | 694                 | 1,176               | [ 利用客数 15 ]     |
| 2014年（平成26年）  | 445                 | 677                 | 1,122               | [ 利用客数 16 ]     |
| 2015年（平成27年）  | 436                 | 676                 | 1,112               | [ 利用客数 17 ]     |
| 2016年（平成28年）  | 430                 | 669                 | 1,099               | [ 利用客数 18 ]     |
| 2017年（平成29年）  | 406                 | 645                 | 1,051               | [ 利用客数 19 ]     |
| 2018年（平成30年）  | 414                 | 618                 | 1,032               | [ 利用客数 20 ]     |
| 2019年（令和元年）  | 397                 | 636                 | 1,033               | [ 利用客数 21 ]     |
| 2020年（令和02年）  | 279                 | 558                 | 838                 | [ 利用客数 22 ]     |
| 2021年（令和03年）  | 295                 | 555                 | 851                 | [ 利用客数 23 ]     |
| 2022年（令和04年）  | 346                 | 537                 | 884                 | [ 利用客数 24 ]     |
| 2023年（令和05年）  | 383                 | 552                 | 936                 | [ 利用客数 1 ]      |

## 駅周辺
駅周辺は主に住宅地である。特に駅南側にはマンションが多い。

## バス路線
駅南側へ坂を下って徒歩5分の青山駅入口交差点付近には、新潟交通の「青山本村」バス停が所在し、西区各方面への路線バスが発着している。また、踏切を渡って駅北側の西大通り沿い（徒歩3分）には「浦山六区」バス停が所在し、本数の多い主要路線「西小針線」などが発着している。
なお、駅南側、イオン新潟青山店の関屋ゲート付近に位置する「青山」バス停については、イオン新潟青山ショッピングセンター#青山バス停にて詳述する。
2024年（令和6年）3月現在の路線は以下の通りである。

### 駅南側
| バス停名 | 乗り場位置・方面                                | 路線名                          | 系統・行先 | 出典        |
| -------- | ----------------------------------------------- | ------------------------------- | --- | ----------- |
| 青山本村 | イオン青山店・正面ゲート前 （内野・新潟駅方面） | ■ BRT 萬代橋ライン              | - B11：青山一丁目・新潟駅前 - B13：西部営業所                                                                      | [ 5 ]       |
| 青山本村 | イオン青山店・正面ゲート前 （内野・新潟駅方面） | - ■ C2 浜浦町線 - ■ C3 信濃町線 | C20・C30・C31：西部営業所                                                                                          | [ 6 ] [ 7 ] |
| 青山本村 | イオン青山店・正面ゲート前 （内野・新潟駅方面） | ■ 青山 青山循環線               | 青山：青山一丁目・青山                                                                                             | [ 8 ]       |
| 青山本村 | イオン青山店・正面ゲート前 （内野・新潟駅方面） | ■ W3 寺尾線                     | - W30：内野営業所 - W31：新大西門 - W32：信楽園病院 - W33：上新町公民館前                                          | [ 9 ]       |
| 青山本村 | イオン青山店・正面ゲート前 （内野・新潟駅方面） | ■ W4 大堀線                     | - W40・W45：内野営業所 - W41：新大西門 - W42：信楽園病院 - W43：信楽園病院・赤塚駅前 - W44：文理高校前・内野営業所 | [ 10 ]      |
| 青山本村 | 文化自動車学校前 （新潟駅方面）                 | - ■ C2 浜浦町線 - ■ C3 信濃町線 | C20・C30・C31：新潟駅                                                                                              | [ 6 ] [ 7 ] |
| 青山本村 | 文化自動車学校前 （新潟駅方面）                 | モーニングライナー              | W46：新潟駅 | [ 10 ]      |

付記事項
- 萬代橋ラインの青山地内は、青山本村先回りの一方向循環で運行しており、西部営業所方面・新潟駅方面のいずれもイオン前発着となっている。その他の路線のうち寺尾線・大堀線は、当バス停には内野方面行のみ停車。青山方面行は南側の青山一丁目に停車する。
- 浜浦町線・信濃町線のうち、C31のみ済生会病院（正面玄関）経由。萬代橋ラインを含むその他の便は同病院構内を経由せず、市道沿いの停留所（済生会病院前）にのみ停車する。
- W43は槇尾 - 赤塚駅前間は区バスとして運行。土曜・休日は運休（信楽園病院方面はW42、槇尾方面はW44のみの運行）。
- 大堀線のモーニングライナーは平日朝1本のみ運行。青山から市役所前までは萬代橋ラインの各停と同一経路で運行する。

### 駅北側
| バス停名 | 乗り場位置・方面 | 路線名            | 系統・行先                                                                           | 出典   |
| -------- | ---------------- | ----------------- | ------------------------------------------------------------------------------------ | ------ |
| 浦山六区 | 内野方面         | ■ W2 西小針線     | - W20・W23：内野営業所 - W21・W23：新潟大学・内野営業所 - W22：信楽園病院            | [ 11 ] |
| 浦山六区 | 新潟方面         | ■ W2 西小針線     | - W20・W21・W22：新潟駅 - W23：美咲合同庁舎 - W24・W25：（モーニングライナー）新潟駅 | [ 11 ] |
| 浦山六区 | 新潟方面         | ■ 青山 青山循環線 | 青山：青山                                                                           | [ 8 ]  |

## その他
1988年（昭和63年）3月13日に放送した『七人のHOTめだま』（フジテレビ系列）は「出発進行！走るスタジオ列車」をテーマとして放送したが、同番組内で新駅開業に関するコーナー（VTR）があり、当駅が取り上げられた。当コーナーにはJR東日本新潟支社工務部長（当時）が出演し、駅建設費（地元負担）が1,500万円であったことを明かしている。駅設置の条件はホーム上に設けた看板（広告）で宣伝をすることであり、建設費は地元の商店などが出資した。ちなみに、建設費を抑えることができたのはJR東日本が工務部を設けて駅の建設を行ったことがその理由であった。同番組では当駅の開業に合わせて売店の営業を行うことも併せて放送した。

## 隣の駅
東日本旅客鉄道（JR東日本）
■越後線
小針駅 - 青山駅 - 関屋駅

### 記事本文